# さいき市民放送
さいき市民放送株式会社（さいきしみんほうそう）は、大分県佐伯市の一部地域を放送区域として超短波放送（FM放送）を行う特定地上基幹放送事業者である。エフエムさいきの愛称でコミュニティ放送を営んでいる。

## 概要
中津市のFMなかつに次ぐ大分県で2番目のコミュニティ放送局である。
当初は2010年（平成22年）12月24日の開局を予定していたが、九州総合通信局から追加検査を求められたため延期。12月30日午前8時に本放送を開始した。
県域放送の佐伯中継局がある佐伯市大字長良の波越山（標高370m）に送信所を置いて、佐伯市の75.3％をカバーし、津久見市、臼杵市、豊後大野市の各一部でも受信できるとしている。
日曜深夜を含め24時間放送、平日午前7時から午後9時までは自主番組を中心に放送し、午後9時から朝7時までの深夜・早朝帯、及び土日のほとんどの時間帯はミュージックバードの番組を放送。また、災害時には通常放送を緊急放送に切り替えるとしている。
自社制作の生放送番組はUSTREAMで配信していた。（著作権の関係から音楽は流れない）。
大分県のコミュニティ放送局で唯一、インターネットによるサイマル放送を行なっていない。

## 沿革
- 2010年（平成22年）
  - 9月21日 - 放送局（現・特定地上基幹放送局）免許の申請が受理される[4]。
  - 11月30日 - 予備免許取得。
  - 12月30日 - 本放送開始。

## 主な番組
以下以外の時間帯と土曜日は終日ミュージックバードからのネット番組

### 現在放送中の番組

#### 平日
- おはよう763（8:00-10:00）[1]
- ひるDOKIさいき（12:00-14:00）
- 青春ヒットコレクション（月・水・金 14:00 - 14:30)
- さいき情報ボックス（月・水・金 11:15 - 11:30）
- ミュージックスポットライト（火・木 14:00 - 14:30）
- ほっとカフェ（16:00 - 18:00）
- ぶんごの杜から（18:00 - 18:30）
- 闘魂ラジオ 闘え!佐伯のビジネスマン（月 18:30 - 19:00）
- Hondaドライブミュージック（火 18:30 - 19:00）
- 和子の部屋（木 18:30 - 19:00、 再放送：金 18:30 - 19:00）
- 和子と論語（火 11:00 - 11:30）
- すいはち（水 20:00 - 20:30）
- ミュージックポート（10:00 - 12:00、14:30 - 16:00）

#### 土曜日
- 昭和のうた心のうた（17:00 - 18:00）
- チャレンジDJ!高校生ラジオ（18:00 - 18:30）
- 週刊763（18:30 - 19:00）

#### 日曜日
- チャレンジDJ!高校生ラジオ（18:00 - 18:30）
- 週刊763（18:30 - 19:00）
- ミュージックポート（24:00 - 29:00）

### 過去の番組

#### 平日
- 街かどサウンドパーク（12:00 - 14:00）
- 今夜も貴方とご一緒に!!（水 20:00 - 21:00）
- 女子会ラジオ〜女子ラジ!〜（第1金 20:30 - 21:00）
- 街ぶらさいき（12:00 - 14:00）
- リバーサイドステーション（16:00 - 18:00）

#### 土曜・日曜
- 介護の現場から（土 12:00 - 13:00）
- いらっしゃい佐伯（日 11:00 - 12:00）
- サタデーイブニング家路につかNight!（土 17:30 - 18:00）